# Florent De Boey
Florent Frans Elisabeth De Boey (Antwerpen, 17 mei 1885 - 30 oktober 1954) was een Belgisch politicus voor de BWP / BSP. Hij was burgemeester van Deurne. 

## Levensloop
De Boey was beroepshalve banketbakker en vervolgens handelsvertegenwoordiger. Daarnaast was hij aangesloten bij verschillende socialistische organisaties en werd hij al snel de spil van de socialistische beweging in zijn gemeente. Zo was hij onder meer secretaris van de BSP-afdeling Deurne, maar ook voorzitter van de lokale NWOS- en Rode Kruis-afdeling en van het lokaal dispensarium voor Geesteshygiëne.
In 1927 werd hij gemeenteraadslid te Deurne (een mandaat dat hij zou behouden tot aan zijn dood in 1954), lid van de Commissie voor Openbare Onderstand, schepen van Maatschappelijke Werken (1933-1941), plaatsvervangend burgemeester en burgemeester (1945 tot aan zijn dood). Hij was ook BSP-provincieraadslid voor het kiesdistrict Borgerhout (1936-1949).
Daarnaast was hij lid van het uitvoerend bestuur van de Antwerpse BSP-federatie en voorzitter van het Nationaal Werk voor Kinderwelzijn vanaf 1935.
Op 11 juli 1949 werd hij plaatsvervangend lid van de Senaat. Vanaf 20 mei 1952, in vervanging van Herman Vos, werd hij senator voor het arrondissement Antwerpen en behield dit mandaat tot aan zijn dood.